# ガブリエル・イノア
- ガブリエル・イノーア
- ガブリエル・イーノア

ガブリエル・イノア・ゴメス（Gabriel Ynoa Gómez, 1993年5月26日 - ）は、ドミニカ共和国ラ・ベガ州コンセプシオン・デ・ラ・ベガ出身のプロ野球選手（投手）。右投右打。メキシカンリーグのプエブラ・パロッツ所属。
NPBでの登録名は「ガブリエル・イノーア」。CPBLでの登録名は「加百利」。

## 経歴

### プロ入りとメッツ時代

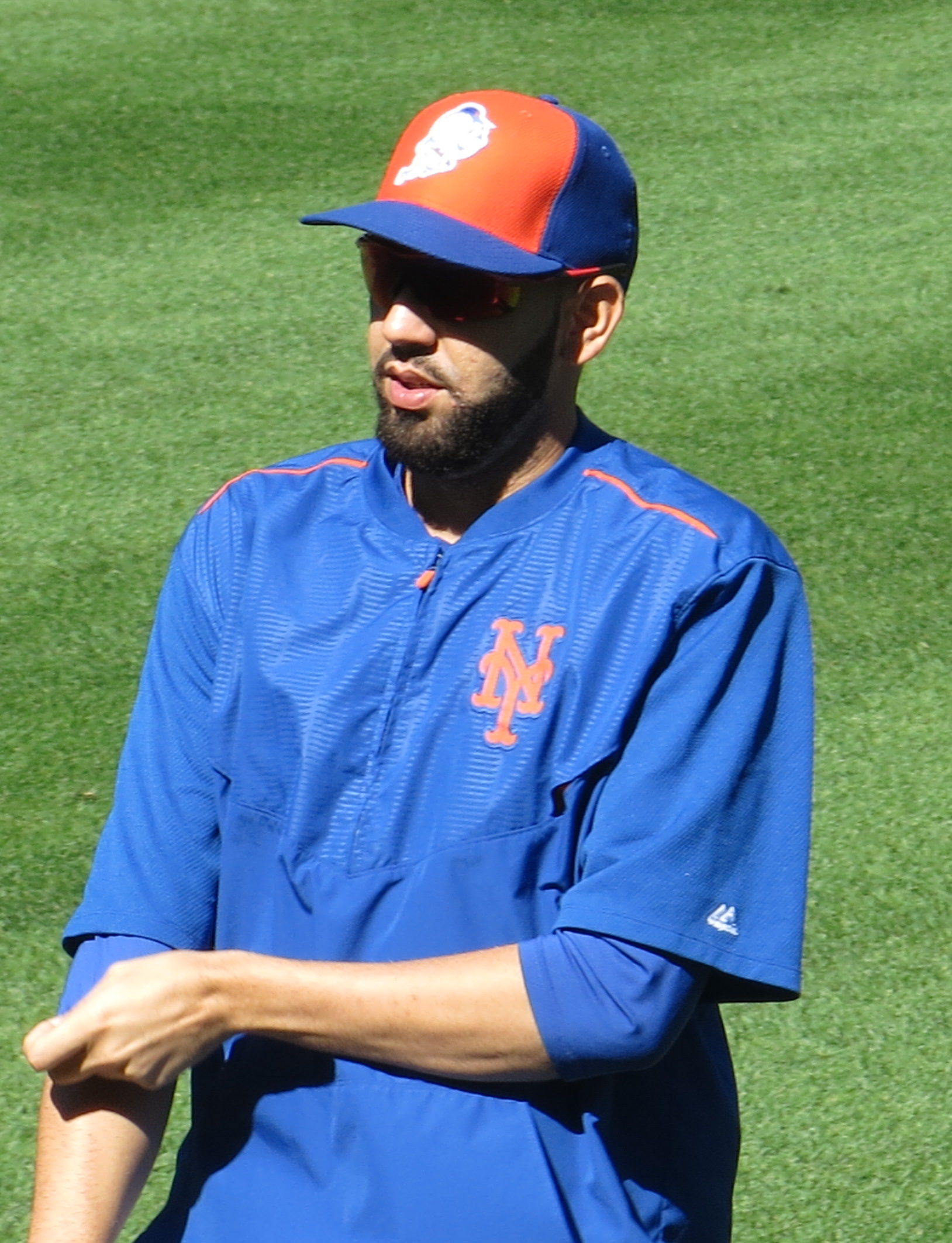
ニューヨーク・メッツ時代
（2016年9月25日）

2009年にニューヨーク・メッツと契約してプロ入り。
2010年に傘下のルーキー級ドミニカン・サマーリーグ・メッツ2でプロデビューし、14試合（先発12試合）に登板して5勝3敗、防御率1.99、35奪三振を記録した。
2011年はアパラチアンリーグのルーキー級キングスポート・メッツとルーキー級ガルフ・コーストリーグ・メッツでプレーし、2球団合計で12試合（先発7試合）に登板して2勝3敗1セーブ、防御率3.21、27奪三振を記録した。
2012年はA-級ブルックリン・サイクロンズでプレーし、13試合に先発登板して5勝2敗、防御率2.23、64奪三振を記録した。
2013年はA級サバンナ・サンドナッツでプレーし、22試合に先発登板して15勝4敗、防御率2.72、106奪三振を記録し、サウス・アトランティックリーグの最優秀投手に選ばれた。
2014年はA+級セントルーシー・メッツとAA級ビンガムトン・メッツでプレーし、2球団合計で25試合に先発登板して11勝4敗、防御率4.07、106奪三振の成績を残した。オフの11月20日に40人枠入りした。
2015年はAA級ビンガムトンでプレーし、25試合（先発24試合）に登板して9勝9敗、防御率3.90、82奪三振を記録した。
2016年は開幕をAAA級ラスベガス・フィフティワンズで迎えた。8月13日にメジャー初昇格を果たした。メジャーデビューとなった同日のサンディエゴ・パドレス戦では延長11回表から登板して無失点に抑え、裏の攻撃でサヨナラ勝ちしたため、初登板で初勝利を挙げた。この年メジャーでは10試合（先発3試合）に登板して1勝0敗、防御率6.38、17奪三振を記録した。

### オリオールズ時代
2017年2月10日に金銭トレードで、ボルチモア・オリオールズへ移籍した。開幕は傘下のAAA級ノーフォーク・タイズで迎えた。5月4日に昇格すると、翌5日のシカゴ・ホワイトソックス戦で先発のウェイド・マイリーが二度の打球直撃で1回途中に降板した後に緊急登板して6回を無失点で投げ抜き、移籍後初勝利を挙げた。
2018年は右脛のストレス反応でシーズン全休となる。10月31日にマイナー契約で再契約した。
2019年は開幕をAAA級ノーフォークで迎え、4月21日にメジャー契約を結んでアクティブ・ロースター入りした。この年は36試合（先発13試合）に登板して1勝10敗、防御率5.61、67奪三振を記録した。オフの11月4日にマイナー契約でAAA級ノーフォークへ配属され、同日中にFAとなった。

### ヤクルト時代
2019年12月6日に東京ヤクルトスワローズが獲得を発表した。
2020年は投手力不足が深刻なチーム状況の中で先発要員として期待されたものの、4度の登板で1回もクオリティスタートを記録せず、5度目の登板で2回7失点を喫し降板、登録抹消される。抑えとして起用された6度目の登板でもたった6球でジェリー・サンズにサヨナラソロホームランを打たれ敗戦投手になった。10月12日に退団が発表された。この時点で既にドミニカ共和国に帰国していた。

### 中信兄弟時代
2020年12月28日、CPBLの中信兄弟と契約した。
2021年3月13日の統一ライオンズ戦でCPBL初登板を果たし、1回1失点でCPBL初ホールドを記録した。同月18日の味全ドラゴンズ戦でCPBL初先発登板を果たすも、4回1失点（自責点0）で勝敗がつかなかった。5月4日の味全ドラゴンズ戦では8回無失点でCPBL初勝利を挙げた。しかしその後は先発で結果を残すことができず、9月以降は中継ぎに回った。10月4日、家庭の事情により帰国を余儀なくされ、退団することが発表された。最終的には24試合（先発登板12）に登板し3勝3敗、防御率4.01を記録した。

### メキシカンリーグ時代
2022年3月30日にメキシカンリーグのプエブラ・パロッツと契約を結んだ。

## 投球データ
| 球種           | 配分 % | 平均球速 mph (km/h) | 水平運動 in | 鉛直運動 in |
| -------------- | ------ | ------------------- | ----------- | ----------- |
| スライダー     | 30     | 84 (135)            | 2           | -0          |
| シンカー       | 29     | 94 (151)            | -10         | 4           |
| フォーシーム   | 28     | 94 (151)            | -7          | 6           |
| チェンジアップ | 13     | 86 (139)            | -10         | 4           |

公式戦中の速球の最速球速は、2019年8月に記録した96.6mph (155.5km/h)。

## 人物
トレードマークは長く伸びたひげ。19歳から生やし続け、ドミニカから持参したひげ専用の保湿クリームを塗って整えている。切る時もひげ専用のバリカンで、場所によって長さを変えるなどこだわっている。
ヤクルト時代のチームメイトであるスコット・マクガフとは、2017年にオリオールズ傘下のAAA級ノーフォーク・タイズで共にプレーしたことがあり親交がある。

## 詳細情報

### 年度別投手成績
| 年 度     | 球 団     | 登 板 | 先 発 | 完 投 | 完 封 | 無 四 球 | 勝 利 | 敗 戦 | セ 丨 ブ | ホ 丨 ル ド | 勝 率 | 打 者 | 投 球 回 | 被 安 打 | 被 本 塁 打 | 与 四 球 | 敬 遠 | 与 死 球 | 奪 三 振 | 暴 投 | ボ 丨 ク | 失 点 | 自 責 点 | 防 御 率 | W H I P |
| --------- | --------- | ----- | ----- | ----- | ----- | -------- | ----- | ----- | -------- | ----------- | ----- | ----- | -------- | -------- | ----------- | -------- | ----- | -------- | -------- | ----- | -------- | ----- | -------- | -------- | ------- |
| 2016      | NYM       | 10    | 3     | 0     | 0     | 0        | 1     | 0     | 0        | 0           | 1.000 | 88    | 18.1     | 26       | 0           | 7        | 0     | 1        | 17       | 0     | 0        | 13    | 13       | 6.38     | 1.80    |
| 2017      | BAL       | 9     | 4     | 0     | 0     | 0        | 2     | 3     | 0        | 0           | .400  | 147   | 34.2     | 39       | 5           | 8        | 0     | 1        | 26       | 0     | 0        | 17    | 16       | 4.15     | 1.36    |
| 2019      | BAL       | 36    | 13    | 0     | 0     | 0        | 1     | 10    | 0        | 0           | .091  | 480   | 110.2    | 126      | 29          | 26       | 1     | 3        | 67       | 4     | 1        | 77    | 69       | 5.61     | 1.37    |
| 2020      | ヤクルト  | 9     | 6     | 0     | 0     | 0        | 0     | 3     | 0        | 0           | .000  | 125   | 24.0     | 45       | 8           | 10       | 0     | 0        | 15       | 2     | 0        | 29    | 27       | 10.13    | 2.29    |
| 2021      | 兄弟      | 24    | 12    | 0     | 0     | 0        | 3     | 3     | 1        | 3           | .500  | 363   | 83.0     | 93       | 8           | 16       | 0     | 6        | 61       | 3     | 1        | 41    | 37       | 4.01     | 1.31    |
| MLB：3年  | MLB：3年  | 55    | 20    | 0     | 0     | 0        | 4     | 13    | 0        | 0           | .235  | 715   | 163.2    | 191      | 34          | 41       | 1     | 5        | 110      | 4     | 1        | 107   | 98       | 5.39     | 1.42    |
| NPB：1年  | NPB：1年  | 9     | 6     | 0     | 0     | 0        | 0     | 3     | 0        | 0           | .000  | 125   | 24.0     | 45       | 8           | 10       | 0     | 0        | 15       | 2     | 0        | 29    | 27       | 10.13    | 2.29    |
| CPBL：1年 | CPBL：1年 | 24    | 12    | 0     | 0     | 0        | 3     | 3     | 1        | 3           | .500  | 363   | 83.0     | 93       | 8           | 16       | 0     | 6        | 61       | 3     | 1        | 41    | 37       | 4.01     | 1.31    |

- 2020年度シーズン終了時

### 年度別守備成績
| 年 度 | 球 団    | 投手（P） | 投手（P） | 投手（P） | 投手（P） | 投手（P） | 投手（P） |
| 年 度 | 球 団    | 試 合     | 刺 殺     | 補 殺     | 失 策     | 併 殺     | 守 備 率  |
| ----- | -------- | --------- | --------- | --------- | --------- | --------- | --------- |
| 2016  | NYM      | 10        | 3         | 1         | 0         | 0         | 1.000     |
| 2017  | BAL      | 9         | 6         | 6         | 0         | 3         | 1.000     |
| 2019  | BAL      | 36        | 7         | 8         | 2         | 0         | .882      |
| 2020  | ヤクルト | 9         | 1         | 5         | 0         | 2         | 1.000     |
| MLB   | MLB      | 55        | 16        | 15        | 2         | 3         | .939      |
| NPB   | NPB      | 9         | 1         | 5         | 0         | 2         | 1.000     |

- 2020年度シーズン終了時

### 記録
NPB投手記録
- 初登板・初先発登板：2020年6月23日、対阪神タイガース1回戦（明治神宮野球場）、5回0/3 4失点で敗戦投手
- 初奪三振：同上、3回表に糸井嘉男から空振り三振

NPB打撃記録
- 初打席：2020年6月23日、対阪神タイガース1回戦（明治神宮野球場）、3回表に青柳晃洋から遊撃ゴロ
- 初打点：2020年7月8日、対中日ドラゴンズ5回戦（ナゴヤドーム）、2回表に山本拓実から中犠飛

CPBL投手記録
- 初登板・初ホールド：2021年3月13日、対統一ライオンズ1回戦（台南市立野球場）6回裏に3番手で救援登板、1回1失点
- 初奪三振：同上、6回裏に陳鏞基から空振り三振
- 初先発登板：2021年3月18日、対味全ドラゴンズ2回戦（台中インターコンチネンタル野球場）、4回1失点で勝敗つかず
- 初勝利・初先発勝利：2021年5月4日、対味全ドラゴンズ10回戦（澄清湖野球場）、8回無失点

### 背番号
- 63 （2016年）
- 49 （2017年）
- 64 （2019年）
- 25 （2020年）
- 55 （2021年）

### 登場曲
- 「Dale Zoom Ñao ñao（El Viejo Liopo, La Ñata）」Ceky Viciny（2020年）
- 「Stax of soul」Network Music Ensemble（2020年）